# Джовани Мочениго
Вижте пояснителната страница за други личности с името Джовани.
Джовани Мочениго (на италиански: Giovanni Mocenigo) е 72–ри венециански дож от 1478 до 1485 г.
Джовани Мочениго е син на Леонардо Мочениго и Франческа Молин и е брат на дожа Пиетро Мочениго. Обикновено се смята, че е живял в сянката на брат си, тъй като не е направил кариера на някаква обществена длъжност. Според някои хипотези обаче фактът, че не е допуснат до значим обществен пост се дължи на желанието на правителството след назначаването на брат му за дож през 1474 г. да попречи твърде много власт да се съсредоточи в ръцете на фамилията Мочениго и поради тази причина на Джовани е забранено да се кандидатира за висок пост в републиката.
Джовани Мочениго е избран за дож на 18 май 1478 г. Според някои хронисти това се случило повече поради заслугите на брат му отколкото заради собствените му достоинства. Но историкът Да Мосто събира свидетелства от миналото, че Джовани е описван като спокоен, човечен, либерален и справедлив дож. Той управлява Венеция енергично и с твърда ръка.
През 1479 г., когато в града върлува чума и умира съпругата му, Джовани също се заразява, но оцелява. През лятото на 1485 г. обаче започва нова чумна епидемия, дожът повторно се разболява и умира на 14 септември 1485 г.

## Семейство
Джовани Мочениго е женен за Тадеа Мичиел, която умира от чума на 23 октомври 1479 г.